# AsiaWorld-Arena （1號展館）

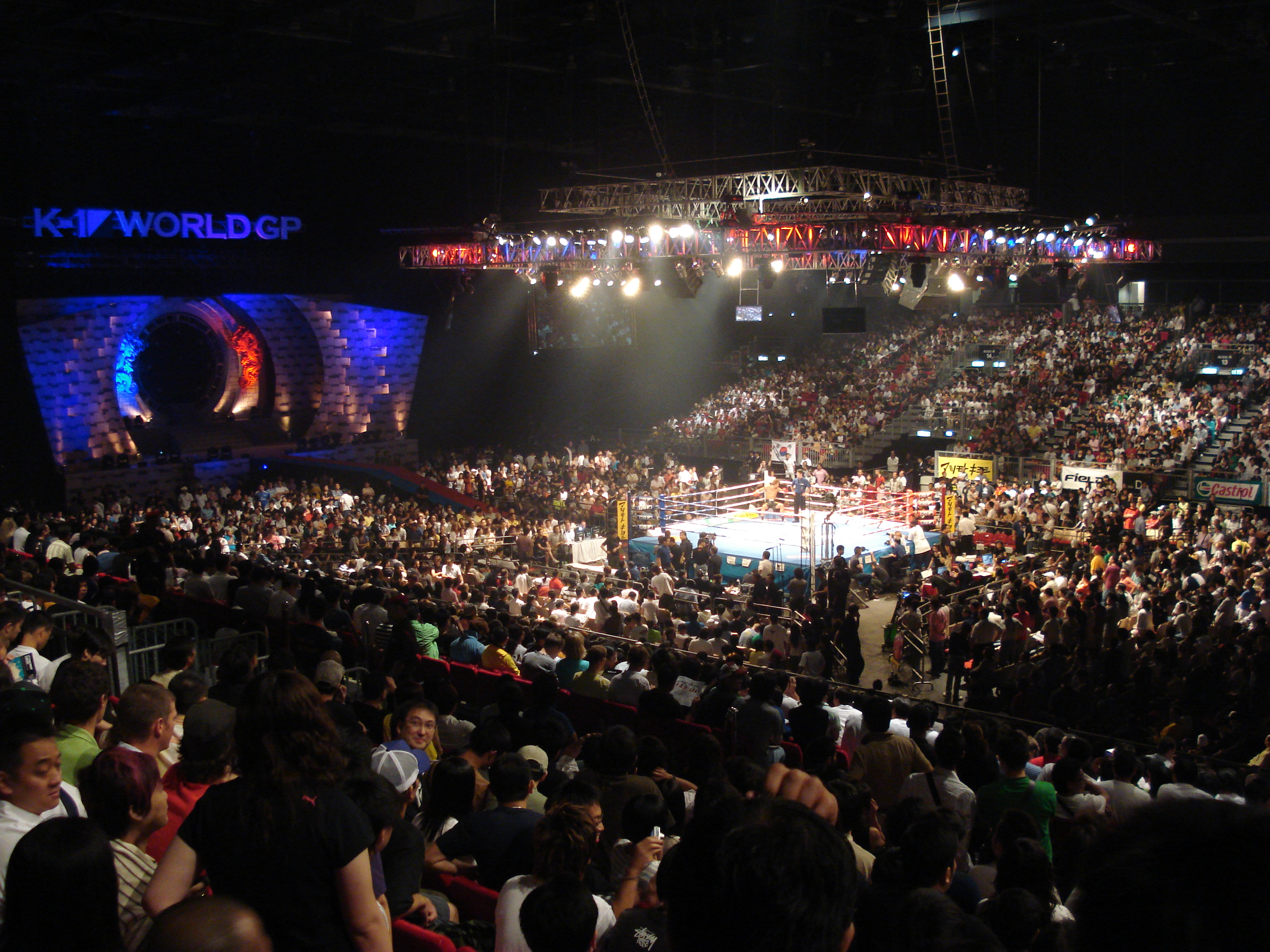
K-1 World Grand Prix在AsiaWorld-Arena（1號展館）舉行音樂會。

AsiaWorld-Arena（1號展館），又稱亞洲國際體育館，是亞洲國際博覽館的一個場館，也是香港最大的室內座位表演場地，毗鄰香港國際機場。場館總建築面積為10,880平方米（117,100平方英尺） ，可容納 14,000位賓客，天花板淨高19米，通常用於舉辦音樂會、體育賽事和其他形式的娛樂活動。
自2005年12月21日開幕以來，該場館成為香港最繁忙的室內場館；許多當地和國際藝術家都曾在這裡舉行過演唱會。

## 其他活動
AsiaWorld-Arena（1號展館）亦曾承辦凤凰卫视十週年慶典晚會、中華小姐環球大賽，及2008年香港IDSF亞太區體育舞蹈錦標賽等體育賽事。
2015年3月18日，該場館舉辦了One Direction的「On the Road Again」巡演。這場音樂會為澤恩·馬利克 離開該樂隊之前的最後一場演出。